# Vladimir Alekseyevich Azarov
Bản mẫu:Eastern Slavic name
Vladimir Alekseyevich Azarov (tiếng Nga: Владимир Алексеевич Азаров; sinh ngày 19 tháng 3 năm 1994) là một tiền đạo bóng đá người Nga. Anh thi đấu cho FC Sibir Novosibirsk.

## Sự nghiệp câu lạc bộ
Anh có màn ra mắt tại Russian Second Division cho F.K. Akademiya Tolyatti vào ngày 4 tháng 8 năm 2011 trong trận đấu với FC Rubin-2 Kazan.